# Neenah (thị trấn), Wisconsin
Neenah là một thị trấn thuộc quận Winnebago, tiểu bang Wisconsin, Hoa Kỳ. Năm 2010, dân số của thị trấn này là 3.149 người.